# NGC 6479
NGC 6479 is een spiraalvormig sterrenstelsel in het sterrenbeeld Draak. Het hemelobject werd op 20 april 1884 ontdekt door de Amerikaanse astronoom Lewis A. Swift. Het bevindt zich in het vierhoekig asterisme dat de kop van de draak voorstelt.

## HD 162643
Vanaf de aarde gezien bevindt het stelsel NGC 6479 zich schijnbaar net ten westzuidwesten van de ster HD 162643 (magnitude +7). Amateurastronomen kunnen HD 162643 aanwenden als gidsster om op zoek te gaan naar het sterrenstelsel.

## Synoniemen
- UGC 10996
- ZWG 278.32
- IRAS 17473+5409
- PGC 60890